# Mirenje
Mirenje ili medijacija (lat. mediare = posredovanje) je metoda za konstruktivno, struktrirano i dobrovoljno rješavanje ili izbjegavanje sukoba ili spora. 
Stranke u mirenju (medijanti) žele uz pomoć treće nepristrane osobe (medijatora) postići prihvatljiv sporazum koji je u skladu s njihovim potrebama i interesima. 

## Osnove
Medijacija je postupak, a ne institucija poput arbitraže.
Medijacija se, u svojim sadašnjem, obliku razvila iz prakse izvansudskih rješavanja sporova. 
Osim toga uključuje spoznaje iz područja znanosti o sukobima, komunikacijskih znanosti te psihologije, tako da se osnove medijacije temelje na interdisciplinarnosti.
Postupak medijacije podrazumijeva najmanje tri sudionika. Medijatora, odnosno posrednika, i najmanje dvije suprotstavljene strane. Medijatori su neutralni, i nepristrani. Oni nemaju pravo savjetovati stranke, ne zalaze u pravna pitanja i čuvaju tajnost postupka. Ako stranke u bilo kojem trenutku sumnjaju u njihovu nepristranost one mogu promijeniti medijatora. Također, ako medijatori smatraju da je medijacija nesvrsishodna i da stranke ne žele surađivati, uvijek mogu prekinuti postupak medijacije što ne priječi stranke da kasnije pokušaju pred drugim medijatorom. Postupak započinje potpisivanjem sporazuma s izabranim medijatorom. Zatim, medijator daje uvodnu riječ, predstavljajući sebe, medijaciju kao postupak, pravila postupka i daje strankama da se predstave. Stranke potom izlažu svoj slučaj po redoslijedu koji su dogovorile. Medijator ima pravo uzimati bilješke, ali one predstavljaju tajnu i ne mogu se rabiti nigdje osim za svrhu medijacije za koje su i uzete. Također, to vrijedi i za stranke. Postupak se okončava potpisivanjem sporazuma, koji ima snagu vansudskog poravnanja, ali može na zahtjev stranaka imati snagu ovršne isprave.
Osobine medijacije su ušteda troškova, tajnost postupka, nemogućnost uporabe dokaza iznijetih u medijaciji u drugim sporovima, izuzeće medijatora je uvijek moguće, dobrovoljnost i postupak u kome je cilj da svaka strana izađe zadovoljna. Nitko ne može natjerati niti jednu stranu da pristane na ono što krši njene interese. Ako medijacija ne rezultira dogovorom, dalje svoje interese stranke mogu zastupati pred sudom.
Posrednici nisu odgovorni za ishod pregovora ili za konačan sporazum.

## Ciljevi
Temeljni cilj medijacije je promjena sukoba – po mogućnosti uz uzajamnu razmjenu pogleda na sukob i obvezujući dogovor koji se odnosi na budućnost.

## Vanjske poveznice
- Pravni fakultet Zagreb